# Estação Gramacho
Gramacho é uma estação de trem localizada em Duque de Caxias, na Região Metropolitana do Rio de Janeiro, no Estado do Rio de Janeiro. 
A Estação de Sarapuí foi inaugurada em 1888. Nos anos 1940, mudou de nome para Gramacho, e, a partir de 1981, passou a ser o ponto final da tração elétrica dos trens metropolitanos. A Estação de Gramacho passou a ser parada dos trens de subúrbio a partir de 1935, quando o trajeto destes trens foi esticado de Duque de Caxias até Raiz da Serra (Vila Inhomirim), mais precisamente em 21 de abril desse ano. Até meados de 2000, o ponto final dos trens elétricos vindos do Rio era Gramacho, da qual partiam os trens Diesel para Vila Inhomirim e Guapimirim. Nesta época houve a eletrificação da linha até Saracuruna e a reconstrução das estações Campos Elíseos, Jardim Primavera e Saracuruna. Esta passou a ser o novo ponto final dos trens da antiga Leopoldina. Porém, Gramacho ainda funciona como a estação terminal dos trens do Ramal de Gramacho nos dias úteis, exceto aos sábados, domingos e feriados, quando os trens vão direto de Saracuruna a Central do Brasil, sem necessidade de transferência em Gramacho.

## Plataformas
- 1A Sentindo Saracuruna
- 1B Sentindo Central
- 2C Sentindo Final Linha Central-Gramacho